# 不都合な理想の夫婦
『不都合な理想の夫婦』（ふつごうなりそうのふうふ、The Nest）は、2020年のイギリス・カナダのスリラー映画。監督はショーン・ダーキン、出演はジュード・ロウとキャリー・クーンなど。

## ストーリー
1980年代初頭。野心家のビジネスマン、ローリー・オハラはアメリカを離れ、好景気に沸く故郷のロンドンに移住しようと思い立った。当初、妻のアリソンは住み慣れた土地を離れることに難色を示したが、ローリーのあまりの熱意を見て渋々了承した。
移住後、ローリーは成功を収めるべく仕事に没頭したが、専業主婦として家にいることが多いアリソンは新生活にどうにも馴染めなかった。さらに悪いことに、ローリーが豪邸を借りるなどの身の丈に合わない出費を重ねたため、アリソンは生活費を工面できるのかという不安を募らせていった。それが原因で夫婦の間に徐々に溝ができ始め、ついには最悪の事態を迎えるのだった。

## キャスト
- ローリー・オハラ: ジュード・ロウ
- アリソン・オハラ: キャリー・クーン
- ベンジャミン・オハラ: チャーリー・ショットウェル（英語版）
- サマンサ・オハラ: ウーナ・ロシェ
- スティーヴ: アディール・アクタル（英語版）
- ローリーの母親: アン・リード
- アーサー・デイヴィス: マイケル・カルキン
- アリソンの母親: ウェンディ・クルーソン
- コーチ: タティアナ・ジョーンズ

## 製作
2018年4月26日、キャリー・クーンとジュード・ロウの出演が決まったと報じられた。9月、本作の主要撮影がカナダで始まった。2020年1月20日、リチャード・リード・パリーが本作で使用される楽曲を手がけるとの報道があった。9月18日、ミラン・レコーズが本作のサウンドトラックを発売した。

## 公開・興行収入
2020年1月26日、本作はサンダンス映画祭でプレミア上映された。3月12日、IFCフィルムズが本作の全米配給権を獲得したと報じられた。6月16日、本作のティーザー映像が公開された。9月15日、本作のオフィシャル・トレイラーが公開された。18日、本作は全米301館で封切られ、公開初週末に6万5540ドルを稼ぎ出し、週末興行収入ランキング初登場12位となった。

## 評価
本作は批評家から高く評価されている。映画批評集積サイトのRotten Tomatoesには98件のレビューがあり、批評家支持率は89%、平均点は10点満点で7.5点となっている。サイト側による批評家の見解の要約は「1980年代という時代設定と時代を超えて通用する主題を見事に組み合わせている。キャリー・クーンとジュード・ロウの名演のお陰で、『不都合な理想の夫婦』はただでさえ恐ろしいストーリーから極限までスリルを引き出している。」となっている。また、Metacriticには27件のレビューがあり、加重平均値は78/100となっている。